# Байдужий символ
Термін байдужий символ або замінний знак (англ. wildcard) має такі значення:

## Телекомунікації
У телекомунікаціях, байдужий символ — це символ, який можна замінити будь-яким іншим з визначеної підмножини всіх можливих символів. 

## Комп'ютери
У комп'ютерних (програмне забезпечення) технологіях, байдужий символ використовують замість будь-якого іншого символу або символів у рядку.

### Файли та теки
При вказанні імен файлів та тек (або шляхів) в CP/M, DOS, Windows і Unix-like операційних системах, зірочка ("*") підставляється на місце нуля, одного або кількох символів, і знак запитання ("?") відповідає будь-якому одному символу або їх відсутності. Наприклад 123??? збігається з 1231 або 12313, але не 1239919991.  У командних оболонках Unix і Windows PowerShell, діапазон символів оточених в квадратні дужки відповідає будь-якому символу з цього діапазону; наприклад, [A-Za-z] відповідає будь-якій великій чи малій літері.

### Бази даних
В SQL, байдужий символ можна використати в виразах "LIKE"; знак відсотка (%) відповідає відсутньому або кільком символам, а підкреслення (_) — одному символу.
У SAP символ плюс (+) відповідає саме одному символу.

### Регулярні вирази
У регулярних виразах, крапка (.) — це байдужий знак для одного символу. У поєднанні із зірочкою (.*) вона відповідає будь-якій кількості символів.